# Aegialitis rotundifolia
Aegialitis rotundifolia är en triftväxtart som beskrevs av William Roxburgh. Aegialitis rotundifolia ingår i släktet Aegialitis och familjen triftväxter. Inga underarter finns listade i Catalogue of Life.